# .cr
A .cr Costa Rica internetes legfelső szintű tartomány kódja.

## Második szintű címek
- .ac.cr: egyetemek
- .co.cr: kereskedelmi
- .edu.cr: főiskolák
- .fi.cr: pénzügyi intézmények, például bankok
- .go.cr: kormányzat
- .or.cr: nonprofit szervezetek
- .sa.cr: egészségügyhöz tartozó intézmények

## Külső lapok
- NIC-CR Domainregisztráció
- IANA .cr kikicsoda Archiválva 2006. április 21-i dátummal a Wayback Machine-ben